# Ruska reprezentacija u hokeju na ledu
Ruska reprezentacija u hokeju na ledu predstavlja državu Rusiju u športu hokeju na ledu. Jedna je od najvećih športskih sila u svjetskom hokeju na ledu; njeni igrači su bili okosnicom sovjetskih hokejaških izabranih vrsta, kao i ZND-ovih predstavnika.

## Postava naZOI 2006.
Maksim Afinogenov, Ilja Bryzgalov, Pavel Dacjuk, Aleksandr Frolov, Sergej Gončar, Darius Kasparaitis, Aleksandr Haritonov, Aleksandr Koroljuk, Ilja Kovalčuk, Aleksej Kovalev, Viktor Kozlov, Jevgenij Malkin, Andrej Markov, Danijil Markov, Jevgenij Nabokov, Ivan Neprjajev, Aleksandr Ovečkin, Maksim Sokolov, Maksim Sušinskij, Andrej Taratuhin, Fedor Tjutin, Vitalij Višnjevskij, Anton Volčenkov, Aleksej Jašin, Sergej Žukov. 
Trener: 

## Uspjesi
- olimpijske igre:
  - prvaci:
  - doprvaci: 1998.
  - treći: 2002.